# Humberto Suguimitzu
Humberto Suguimitzu Honda (* 22. April 1934 in Lima, Perú; † 5. Oktober 1997 ebenda) war ein peruanischer Karambolagespieler in der Disziplin Dreiband.

## Biografie
Schon in jungen Jahren interessierte er sich für die Praxis des Billards. Sein größter Erfolg war der Vize-Weltmeistertitel bei der Dreiband-Weltmeisterschaft 1967. Im Finale war er dem Seriensieger Raymond Ceulemans aus Belgien unterlegen. In seiner langen sportlichen Karriere war er insgesamt vier Mal Südamerikameister, 1966 in La Paz (Bolivien), 1968 in Lima (Peru), 1969 in Buenos Aires (Argentinien) und 1976 in Guayaquil (Ecuador).
Suguimitzu wurde mit dem Orden „Gran Cruz“ (Großkreuz) des Laureles Deportivos ausgezeichnet, der höchsten Auszeichnung der peruanischen Regierung für Athleten, die die Verdienste um diese Auszeichnung erworben haben. Er zeichnete sich durch seine große Technik und sein Talent aus. Er war wie Adolfo Suárez Perret  einer der beliebtesten Sportler des peruanischen Sports. Mit dem Meister Adolfo Suarez bildete er ein unvergleichliches Duo. Gemeinsam gewannen sie 9 südamerikanische Dreiband-Teammeisterschaften für Peru. Er war insgesamt 14 Mal peruanischer Nationalmeister.

## Erfolge
- Dreiband-Weltmeisterschaft:  1966  1973
- Dreiband-Panamerikameisterschaften:  1966, 1968, 1969, 1976
- Peruanische Dreiband-Meisterschaften:  14 ×

Quellen:

## Ehrungen
- Laureles Deportivos – „Gran Cruz“ (Großkreuz)[3]